# Craniella longipilis
Craniella longipilis är en svampdjursart som först beskrevs av Topsent 1904.  Craniella longipilis ingår i släktet Craniella och familjen Tetillidae. Inga underarter finns listade i Catalogue of Life.